# Споменик деспоту Стефану Лазаревићу (Стари град)
Споменик деспоту Стефану Лазаревићу jе постављен 20. априла 2021. године на тргу у Булевару деспота Стефана, између Гундулићевог венца, Дринчићеве и Улице Милана Кашанина.
Аутор идејног решења је српски вајар Светомир Арсић Басара, редовни члан Српске академије наука и уметности.

## Историјат

### Деспот Стефан и Београд
Деспот Стефан Лазаревић, син кнеза Лазара Хребељановића и кнегиње Милице, владао је Србијом као кнез (1389–1402) и деспот (1402–1427). Пошто је крајем 1403. или почетком 1404. године, постао вазал угарског краља Жигмунда, од њега је добио Београд, који је 1405. године први пут прогласио престоницом српске државе.
У северозападном делу Београдске тврђаве, у непосредној близини чесме Мехмед-паше Соколовића, налазио се двор или замак деспота Стефана, који је страдао приликом експлозије барутног магацина у октобру 1690. године за време Великог турског рата. Остаци деспотовог замка су видљиви и данас.

### Споменици и улице
Недалеко од Деспотове куле у Горњем граду Београдске тврђаве је 1981. године откривен споменик деспоту Стефану Лазаревићу, рад београдског вајара Небојше Митрића.
Две улице у Београду носе име деспота Стефана: Булевар деспота Стефана (некада: Улица 29. новембра) и Улица Високог Стевана на Дорћолу.
Назив Награде града Београда је проширен са „Деспот Стефан Лазаревић” 2021, заједно са откривањем споменика - добитници награде уз повељу добијају и статуу, рад академика Басаре.

### Откривање споменика
Споменик је откривен 19. априла 2021. године, на годишњицу предаја кључева Београда кнезу Михаилу Обреновићу, када је град коначно прешао у српске руке, а из њега је изашао турски војни гарнизон.
Споменик су открили министар спољних послова Никола Селаковић, заменик градоначелника Београда Горан Весић, председник Скупштине града Београда Никола Никодијевић и председник Градске општине Стари град Радослав Марјановић.

### Протест
Непосредно пре откривања споменика, 16. априла, одржан је протест на тргу који је предвиђен за споменик. Организатор протеста је била иницијатива Не да(ви)мо Београд, а окупило се неколико десетима људи, међу којима је био и Ђорђе Павићевић, професор Факултета политичких наука Универзитета у Београду.

## Композиција споменика
Идејно решење споменика које је урадио академик Светомир Арсић-Басара, налази се у изложбеној поставци Историјског музеја Србије.
Споменик је изливен у бронзи и висок је четири метра, а постамент девет центиметара. Деспот Стефан је приказан као средњовековни владар са хришћанским знамењима на грудима, мачем и ратничким шлемом, што указује на његов витешки позив, будући да је био припадник витешког реда Змаја. У левој руци држи књигу, чиме се указује да је деспот Стефан био законодавац (Законик о рудницима, 1412) и књижевник (Слово љубве), а такође и један од најобразованијих владара свог времена.

## Галерија
- Пјацета са спомеником
- Пјацета са спомеником
- Споменик деспоту Стефану
- Натпис на постаменту